# محمد علي المجبود
محمد علي المجبود (مواليد 14 سبتمبر 1978) هو مخرج أفلام وكاتب سيناريو مغربي، قام بإخراج عدة أفلام ومسلسلات تلفزيونية مغربية.

## مسيرته
إرتبط اسم محمد علي المجبود بعدة أعمال سينمائية وتلفزية من أبرزها فيلم دلاص مع عزيز داداس، ومسلسل  الله يسامح مع عزيز حطاب ومسلسل دار الضمانة مع الفنان القدير  محمد مفتاح، كما كان للمجبود دور مهم في ظهور السلسلة المغربية الشهيرة ساعة في الجحيم.

## أعماله
- 2008: مسلسل ساعة في الجحيم
- 2014: فيلم الكراب
- 2016: فيلم نون النسوة
- 2016: مسلسل كايرو-بلانكا
- 2016: فيلم دلاص
- 2016: مسلسل دار الضمانة
- 2017: مسلسل  الله يسامح
- 2018: مسلسل  ولا عليك
- 2020: مسلسل هاينة
- 2020: فيلم الأستاذ
- 2022: مسلسل صافي سالينا
- 2023: مسلسل كازا ستريت